# Vormsi (Landgemeinde)
Vormsi vald (schwedisch: Ormsö kommun) ist eine Landgemeinde im estnischen Kreis Lääne. Sie umfasst die zu den Moonsund-Inseln gehörende Ostseeinsel Vormsi mit einer Fläche von 92,93 km². Sie hat 268 Einwohner (Stand: 1. Januar 2025).
Der estnische Name der Insel leitet sich vom schwedischen Ormsö („Schlangeninsel“) ab. Seit dem 13. Jahrhundert besiedelten Schweden die Insel. Bis zum Zweiten Weltkrieg stieg die Zahl der Bewohner auf bis zu 3000. 1944 flohen fast alle schwedischstämmigen Einwohner vor dem Vormarsch der Roten Armee über die Ostsee nach Schweden.
Heute noch zeugen die Ortsnamen von der schwedischen Vergangenheit der Insel: Die vierzehn Inseldörfer heißen Borrby, Diby, Fällarna, Förby, Hosby, Hullo, Kersleti, Norrby, Rälby, Saxby, Sviby, Söderby und Suuremõisa (Vormsi).